# 0의 0제곱

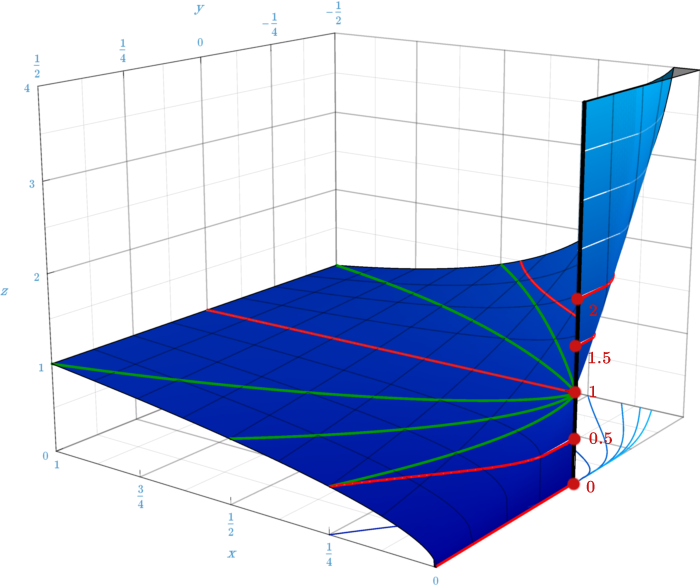

0의 0제곱은 보통 {\displaystyle 0^{0}}으로 표시하며 수학적으로 정의되지 않는다. 그러나 대수학이나 조합론과 같은 특별한 경우 {\displaystyle 0^{0}=1}로 정의한다.